# Џон Ештон
Џон Дејвид Ештон (енгл. John David Ashton; Спрингфилд, 22. фебруар 1948 — Форт Колинс, 26. септембар 2024) био је амерички филмски и ТВ глумац, познат по улогама у филмовима Полицајац са Беверли Хилса, Полицајац са Беверли Хилса 2, Нека врста чудесног и Поноћна трка.